# Prasophyllum laxum
Prasophyllum laxum là một loài thực vật có hoa trong họ Lan. Loài này được R.J.Bates mô tả khoa học đầu tiên năm 2008.